# The White Parade
The White Parade (Brasil: Legião das Abnegadas / Portugal: A Parada Branca) é um filme norte-americano de 1934, do gênero drama, dirigido por Irving Cummings  e estrelado por Loretta Young e John Boles.

## Produção
The White Parade é um dos muitos trabalhos de Irving Cummings para a Fox Film, onde era "pau pra toda obra", tendo dirigido desde veículos para Shirley Temple até faroestes, dramas e filmes de gângster.
O filme, sobre o início de carreira de uma turma de enfermeiras no Meio-Oeste norte-americano, é dedicado à memória de Florence Nightingale. A história baseia-se em romance de Rian James, que é também um dos roteiristas.
The White Parade recebeu duas indicações ao Oscar, entre elas a de Melhor Filme.

## Sinopse
Início do século XX: num hospital do interior dos Estados Unidos, estudantes de enfermagem tentam se tornar boas profissionais, em meio a rígida disciplina. Sonhos, decepções, pequenos e grandes sucessos e fracassos, a difícil escolha entre o dever e o amor... tudo sob a ótica principalmente de June Arden, que vive um romance com o playboy Ronaald Hall III.

## Premiações
| Patrocinador | Prêmio | Categoria                          | Situação |
| ------------ | ------ | ---------------------------------- | -------- |
| Academia     | Oscar  | Melhor Filme Melhor Mixagem de Som | Indicado |

## Elenco
| Ator/Atriz      | Personagem           |
| --------------- | -------------------- |
| Loretta Young   | June Arden           |
| John Boles      | Ronald Hall III      |
| Dorothy Wilson  | Zita Scofield        |
| Muriel Kirkland | Glenda Farley        |
| Astrid Allwyn   | Gertrude Mack        |
| Frank Conroy    | Doutor Thorne        |
| Jane Darwell    | Sailor Roberts       |
| Sara Haden      | Senhorita Harrington |
| Joyce Compton   | Una Mellon           |
| June Gittelson  | Lou 'Pudgy' Stebbins |
| Polly Ann Young | Hannah Seymour       |
| Noel Francis    | Clare                |
| Jane Barnes     | Senhorita Watkins    |